# Steve Bullock
Stephen Clark Bullock (Missoula, Montana; 11 de abril de 1966) es un político y abogado estadounidense, miembro del Partido Demócrata y exgobernador de Montana
Nacido en Missoula, Montana, Bullock se graduó de Claremont McKenna College y Columbia Law School. Bullock comenzó su carrera trabajando como asesor legal de la Secretaría de Estado de Montana antes de convertirse en el fiscal auxiliar ejecutivo y en el representante del fiscal general adjunto de Montana. Bullock ingresó a la práctica privada como abogado de Steptoe & Johnson. También fue profesor adjunto en la Facultad de Derecho de la Universidad George Washington antes de abrir su propio bufete de abogados privado al regresar a Montana. En 2008, Bullock fue elegido procurador general de Montana, donde sirvió un término desde 2009-13.
Después de que el gobernador titular Brian Schweitzer tuviera un mandato limitado, Bullock declaró su candidatura para la gobernación el 7 de septiembre de 2011. Ganó con el 87% de los votos en las elecciones primarias demócratas y derrotó al candidato republicano, el exrepresentante estadounidense Rick Hill, en las elecciones generales, con el 48% de los votos.
En 2016, Bullock ganó la reelección con el 50.2% de los votos, derrotando al candidato republicano Greg Gianforte.
Bullock fue un candidato para Presidente de los Estados Unidos en 2020.
En la elección de 2020, Steve Bullock se postuló para el Senado de los Estados Unidos contra Republicano Steve Daines, pero perdió.